# Better Love (Foxes)
Better Love è un singolo della cantante britannica Foxes, pubblicato il 4 settembre 2015 come terzo estratto dal secondo album in studio All I Need.

## Descrizione
Caratterizzato da sonorità synth pop, il brano è stato scritto da Jonny Harris, Dan Smith (frontman dei Bastille, che ha contribuito anche ai cori) e Louisa Allen (Foxes) e composto da Tim Bran e Roy Kerr (Myriot). Le sessioni sono avvenute nel 2014 presso gli State of the Ark Studios di Richmond.
La canzone dura 3:34, scritta in chiave di re minore (D Min) e l'estensione vocale di Foxes va da C#4 a F5.

## Tracce
Download digitale
1. Better Love – 3:35

Download digitale – Steve Smart Remix
1. Better Love (Steve Smart Remix) – 4:51

Download digitale – CamelPhat Remix
1. Better Love (CamelPhat Remix) – 5:38

Download digitale – Calyx & TeeBee Remix
1. Better Love (Steve Smart Remix) – 3:54